# Аллегарт, Пит
Пит Аллегарт (нидерл. Piet Allegaert); (род. 20 января 1995, Морследе, Фламандский регион) — бельгийский профессиональный шоссейный велогонщик, выступающий с 2020 года за команду мирового тура «Cofidis».

## Достижения
2013
3-й  Чемпионат Бельгии — Групповая гонка (юниоры)
3-й Tour de Haute-Autriche juniors
2014
1-й — Этап 3 (КГ) Essor breton
2016
1-й — Этап 3 Tour de Moselle
3-й Брюссель — Опвейк
7-й Париж — Рубе U23
2017
1-й  — Бойцовская классификация БинкБанк Тур
1-й  — Горная классификация Три дня Де-Панне
2019
1-й Тур де Еврометрополь
8-й Тур Мюнстера
8-й Халле — Ингойгем
10-й Гойксе Пейл